# 2022 год в телевидении
Список «2022 год в телевидении» описывает события в мире телевидения, произошедшие в 2022 году.

## События

### Январь
- 1 января
  - Начало вещания спортивного телеканала «UDAR»[1].
  - Прекращение вещания спортивного телеканала «UFС TВ»[2].
  - Прекращение вещания телеканала «Метео-ТВ»[3].
- 17 января
  - Начало вещания узбекского телеканала «Nurafshon TV»[4].
  - Переезд телеканала «ТВ Центр» в новую современную студию[5].

### Февраль
- 1 февраля — Смена эфирного логотипа и графического оформлення украинского телеканала «Enter-фильм»[6].
- 11 февраля — Прекращение вещания украинского телеканала «НАШ»[7].
- 24 февраля Латвия заблокировала все российские телеканалы из-за начала российского вторжения в Украину.

### Март
- 1 марта
  - Смена логотипа и графического оформления российского регионального телеканала Мурманской области «ТВ21+» и переход вещания в формате 16:9[8][9].
  - Прекращение вещания регионального телеканала города Красноармейска (Московская область) «Диалог ТВ»[10].
- 5 марта
  - Приостановка вещания телеканала «Love Nature 4K[англ.]» на территории России[11].
  - Изменение логотипа и графического оформления телеканала «В гостях у сказки» и начало его вещания в стандарте высокой чёткости (HD)[12].
- 9 марта
  - Прекращение вещания международных телеканалов «France 24» и «Deutsche Welle» на территории России[13].
  - Прекращение вещания телеканалов семейства Discovery Networks (среди которых «Discovery», «Animal Planet», «TLC», «ID», «HGTV Home & Garden[англ.]», «Eurosport» и другие), а также детских телеканалов «Cartoon Network» и «Boomerang» на территории России[14].
- 10 марта — Прекращение вещания детского телеканала «JimJam» на территории России[15].
- 18 марта — Начало вещания музыкального телеканала «Bridge Hits» в стандарте высокой чёткости (HD)[16].
- 21 марта — Прекращение вещания русскоязычной версии телеканала «Euronews» и прекращение вещания российского локального телеканала «Евроновости» на территории России по решению Роскомнадзора[17].
- 31 марта — Начало вещания фильмового телеканала «Kinoliving»[18].

### Апрель
- 1 апреля — Начало вещания детского телеканала «СуперГерои»[19].
- 5 апреля — Запуск телеканала «Nickelodeon HD» на казахском языке[20].
- 7 апреля — Начало вещания информационно-политического телеканала «Соловьёв Live», который полностью заменил российский локальный телеканал «Евроновости» на его частотах в России[21].
- 15 апреля — Прекращение работы русскоязычной редакции «Eurosport». Вещание на русском языке продолжается, за исключением России[22].
- 28 апреля
  - Прекращение вещания телеканалов семейства «Paramount» (бывший «Viacom») на территории России (среди них «MTV Россия», «MTV Live», «MTV 80s», «MTV 90s», «MTV 00s», «Paramount Channel», «Paramount Comedy», «Nickelodeon», «Nickelodeon HD», «Nick Jr.», «Nicktoons»)[23].
  - Изменение логотипа телеканала «Ключ»[24].
- 29 апреля — Начало вещания детского телеканала «ТипТоп» производства «Триколор»[25].

### Май
- 13 мая
  - Начало вещания детского телеканала «Лёва»[26].
  - Начало вещания киносериального телеканала «Kion Хит», доступного эксклюзивно внутри экосистемы МТС[27].
- 18 мая
  - Начало вещания детского телеканала «TiJi» на казахском языке[28].
- 19 мая — Смена логотипа и графического оформления украинского телеканала «ТЕТ»[29].
- 23 мая — Ребрендинг украинских телеканалов «НСТУ» (кроме «UA: Культура»)[30].
- 24 мая — Ребрендинг украинского телеканала «UA: Культура» в «Общественное Культура».

### Июнь
- 1 июня
  - Изменение логотипа и графического оформления казахстанского детского телеканала «Balapan».
  - Начало вещания телеканала «Соловьёв Live» в Донецкой Народной Республике на частоте телеканала «Новороссия ТВ»[31].
  - Запуск мультиплатформенным оператором «Триколор» пространства детских сервисов «Триколор Детям», которое объединяет все детские продукты оператора[32].
  - Смена логотипа и графического оформления канала «ТНТ». Новый слоган — «Чувствуй нашу любовь»[33].
- 3 июня — Запрет вещания телеканалов «РТР-Планета», «Россия-24» и «ТВ Центр» на всей территории Европы[34].
- 4 июня — АО «Первый канал. Всемирная сеть» продало тематические телеканалы «Цифрового телесемейства» («Дом кино», «Дом кино Премиум», «Время», «Телекафе», «Музыка Первого», «Бобёр», «О!», «Поехали!» и «Победа») компании, связанной со спутниковым оператором «Триколор»[35].
- 6 июня — На территории Латвии было запрещено вещание всех российских телеканалов. Решение вступило в силу 9 июня[36].
- 7 июня — Начало вещания детского телеканала «Чижик» производства «Триколор»[37].
- 16 июня — Ребрендинг образовательного телеканала «English Club» в «English Class»[38].
- 20 июня — Начало вещания познавательно-развлекательных телеканалов «Big Planet»[39] и «Women’s Magazine»[40] производства компании «Тайм Медиа Групп».

### Июль
- 12 июля — Прекращение самостоятельного вещания телеканалов «Медиа Группа Украина» («Украина», «Украина 24», «НЛО TV», «Индиго TV[укр.]», «Футбол 1/2/3[укр.]»), из-за выхода материнской компании SCM с медиарынка. Телеканалы снова транслируют телемарафон «Единые новости»[41].
- 18 июля — Возобновление вещания телеканала «Дождь»[42][43].
- 22 июля — Прекращение вещания телеканалов «Медиа Группа Украина» («Украина», «Украина 24», «НЛО TV», «Индиго TV[укр.]», «Футбол 1/2/3[укр.]»)[41][44].

### Август
- 1 августа — Прекращение вещания белорусского делового телеканала «БелБизнесЧенел»[45].
- 15 августа — Начало трансляций программ телеканала «ОТР» с сурдопереводом[46].
- 19 августа — Начало вещания детективно-криминального канала «Криминальное» производства «Триколор»[47].
- 22 августа
  - Изменение графического оформления телеканалов «Зоо ТВ» и «В мире животных»[48].
  - Смена оформления российского телеканала «Мир»[49].
- 24 августа — Начало вещания российского регионального телеканала «Сибирь 24»[50].

### Сентябрь
- 1 сентября — Начало вещания тематических телеканалов НТВ: «НТВ Хит», «НТВ Сериал» и «НТВ Стиль» в стандарте высокой чёткости (HD)[51].
- 6 сентября — Изменения в вещании телеканалов «Viasat» на Украине[52]:
  - Прекращение вещания спортивного телеканала «Viasat Sport»;
  - Удаление из сетки вещания телеканала «Viasat History» программ военной тематики;
  - Объединение киноканалов «VIP Premiere» и «VIP Megahit» под брендом последнего.
- 15 сентября — Начало вещания спортивного телеканала «Старт Триумф»[53].

### Октябрь
- 1 октября
  - Прекращение вещания на территории России и Республики Беларусь[54] телеканалов «Fox», «Fox Life», «National Geographic», «National Geographic Wild» и «Baby TV», а также VOD-сервисов «FoxNow» и «MyBabyTV». Вместо первых трёх телеканалов началось вещание телеканалов «Кинеко» (азиатские сериалы), «Сапфир» (турецкие сериалы) и «Terra» (документально-познавательные программы)[55][56][57].
  - Начало вещания холдингом «Bridge Media» детского музыкального телеканала «Baby Time»[58].
- 31 октября — Начало вещания фильмового телеканала «Scream»[59].
  - Смена графического оформления телеканала «РБК».

### Ноябрь
- 1 ноября
  - Смена логотипа короткометражного телеканала «Flix Snip»[60].
  - Ребрендинг развлекательного телеканала «Еда Премиум» в «FoodTime»[61].
  - Смена графического оформления музыкального телеканала «Bridge Hits»[62].
- 9 ноября — Начало вещания компанией «МТС Медиа» телеканалов «FamilyJam» и «DetectiveJam»[63].

### Декабрь
- 1 декабря — Прекращение вещания российского регионального развлекательно-музыкального телеканала «Илли»[64].
- 14 декабря 
  - Прекращение вещания телеканала «Disney» в России[65][66][67] и начало вещания вместо него семейного развлекательного телеканала «Солнце»[68].
  - Прекращение вещания телеканалов Paramount Networks на территории Республики Беларусь[69].
  - Прекращение вещания русскоязычных версий телеканалов «MTV» и «Nickelodeon». Последний был заменен на его международную версию («Nickelodeon Global») с сохранением русской звуковой дорожки [70][71].
- 21 декабря — Начало вещания российских кино-сериальных телеканалов «AnimeTV»,  «Anime Kids»,  «HorrorTV», «NovellaTV» производства «HD Media»[72].
- 27 декабря — Изменение логотипов и графического оформления кино-сериальных телеканалов «Amedia 1», «Amedia 2», «Amedia Hit», «Amedia Premium»[73].
- 31 декабря 
  - Смена логотипа и графического оформления развлекательного телеканала «ТНТ4»[74].
  - Прекращение вещания казахстанского телеканала «СТВ»[75].